# Solo (Negramaro)
Solo è un singolo del gruppo musicale italiano Negramaro, pubblicato nel 2003 come primo estratto dal primo album in studio Negramaro.

## Video musicale
Il videoclip è stato diretto da Kal Karman e girato in un boschetto poco lontano dal centro abitato.

## Tracce
Testi e musiche di Giuliano Sangiorgi.
1. Solo – 4:13
2. Semplicemente – 3:32

## Formazione
- Giuliano Sangiorgi – voce, chitarra
- Emanuele Spedicato – chitarra
- Ermanno Carlà – basso
- Andrea Mariano – pianoforte
- Danilo Tasco – batteria
- Andrea De Rocco – campionatore